# 1852.
◄ | 18. stoljeće | 19. stoljeće | 20. stoljeće | ►
◄ | 1820-ih | 1830-ih | 1840-ih | 1850-ih | 1860-ih | 1870-ih | 1880-ih | ►
◄◄ | ◄ | 1849. | 1850. | 1851. | 1852. | 1853. | 1854. | 1855. | ► | ►►
Arhitektura • Astronomija • Biologija • Fotografija • Glazba • Kazalište • Kemija • Kiparstvo • Knjige • Književnost • Kršćanstvo • Meteorologija • Medicina • Politika • Pravo • Promet • Slikarstvo • Šport • Znanost • Željeznički promet

## Događaji
- Zagrebačka biskupija uzdignuta je na naslov nadbiskupije.
- 13. listopada – obnovljena Bratovština Gospe od Karmela u Vodicama.[1]

## Rođenja
- 1. svibnja. – Santiago Ramon y Cajal, španjolski znanstvenik († 1934.)
- 28. lipnja – Anna Vickers, francuska biologinja  († 1906.)
- 10. kolovoza – Matko Laginja, hrvatski pravnik i političar († 1930.)
- 20. rujna – Marija Krucifiksa Kozulić, hrvatska časna sestra († 1922.)
- 28. studenog – Nikola Mašić, hrvatski slikar († 1902.)
- 15. prosinca – Antoine Henri Becquerel, francuski fizičar († 1908.)
- 19. prosinca – Albert Abraham Michelson, američki fizičar i nobelovac († 1931.)

## Smrti
- 6. siječnja – Louis Braille, francuski tvorac pisma za slijepe (* 1809.)
- 4. ožujka – Nikolaj Vasiljevič Gogolj, ruski književnik (* 1809.)
- 24. ožujka – Ivan Krstitelj Birling, hrvatski pisac i prevoditelj (* 1775.)

## Vanjske poveznice
|  | Zajednički poslužitelj ima još gradiva o temi 1852. |